# Kovácsik Ádám
Kovácsik Ádám (Budapest, 1991. április 4. –) magyar válogatott labdarúgó, kapus, a Paks játékosa.
Kovácsik tagja volt az egyiptomi 2009-es U20-as labdarúgó-világbajnokság U20-as magyar labdarúgó-válogatott keretének, amely harmadik helyen végzett a tornán.

## Pályafutása

### Klubcsapatokban
Kovácsik a Budapest Honvédban kezdte pályafutását. Rövid ideig mezőnyben játszott, majd hamarosan a kapu első számú őre lett korosztályában.

#### Ferencváros
2004-ben nagy sikert ért el a játékos, amikor U13-as együttesével többek között a Barcelonát, illetve a Milant legyőzve diadalmaskodtak a Christmas Cupon. 2006-ban megnyerték a Nike Premier Cup európai döntőjét, és ezzel hivatalosan a világ húsz legjobb U15-ös csapata közé kerültek. Kovácsik ebben az évben kiérdemelte a Simon Tiborról elnevezett díjat az FTC-nél.

#### Reggina Calcio
Kovácsikot 2007-ben, 16 évesen igazolta le a Reggina Calcio, olasz másodosztályú csapat. 2009-ben, felkészülési mérkőzésen a felnőttek között is bemutatkozott az ifjú tehetség.

#### Fehérvár
2015. augusztus 24-én vált hivatalossá, hogy kétéves szerződést kötött a bajnoki címvédő Videoton csapatával.
2020 október elején kisebb térdsérülést szenvedett. Emiatt két hét kihagyásra kényszerült. A hónap végén ismét sérülés érte. Elülső keresztszalag- és belső oldalszalag-szakadást szenvedett. Novemberében megműtötték, majd a térdében keletkezett bakteriális gyulladás miatt decemberben ismét sebészi beavatkozásra volt szüksége. Sérülése miatt kihagyta a szezon további részét és az Európa-bajnokságot is.

#### Győri ETO
A 2022–23-as szezonban kölcsönben az NB II-es Győri ETO-ban védett.

#### Mezőkövesd Zsóry
2023 nyarán a Mezőkövesd Zsóry szerződtette.

#### Paks
Miután a Mezőkövesd kiesett az élvonalból, Kovácsik a Paks csapatához írt alá, ahol Szappanos Péter távozását követően első számú kapusként számítanak rá.

### A válogatottban
Kovácsik tagja volt az egyiptomi 2009-es U20-as labdarúgó-világbajnokság U20-as magyar labdarúgó-válogatott keretének, amely harmadik helyen végzett.
Bernd Storck szövetségi kapitánytól meghívót kapott a 2017. augusztus 31-ei Lettország és a szeptember 3-ai Portugália elleni mérkőzésekre készülő válogatott keretébe.
2017. november 9-én mutatkozott be a nemzeti csapatban, a találkozón a magyar válogatott 2-1-es vereséget szenvedett Luxemburgtól.

## Statisztika

### Mérkőzései a válogatottban
| Magyarország | Magyarország      | Magyarország                   | Magyarország | Magyarország | Magyarország | Magyarország | Magyarország | Magyarország |
| #            | Dátum             | Helyszín                       | Hazai        | Eredmény     | Vendég       | Kiírás       | Gólok        | Esemény      |
| ------------ | ----------------- | ------------------------------ | ------------ | ------------ | ------------ | ------------ | ------------ | ------------ |
| 1.           | 2017. november 9. | Luxembourg, Stade Josy Barthel | Luxemburg    | 2 – 1        | Magyarország | barátságos   | -            |              |
|              | Összesen          |                                |              | 1            | mérkőzés     |              | 0            | gól          |

## Sikerei, díjai
Magyarország U20
- U20-as labdarúgó-világbajnokság
  - Bronzérmes: 2009

 Fehérvár
- Magyar bajnok (1): 2017–18
- Ezüstérmes (4): 2015–16, 2016–17, 2018–19, 2019–20
- Bronzérmes (1): 2020–21
- Magyar kupagyőztes (1): 2018–19
- Magyar kupadöntős (1): 2020–21
- Az év NB I-es kapusa a 2017–18-as szezonban a HLSZ szavazásán[15]

 Paks
- Magyar kupagyőztes (1): 2025[16]
- Magyar bajnokság bronzérmes (1): 2024–25